# Dzięcielec
Dzięcielec (kaszb. Dzëcélc) – wieś kaszubska w Polsce położona w województwie pomorskim, w powiecie wejherowskim, w gminie Łęczyce.
Według danych na dzień 23 października 2019 roku wieś zamieszkuje 282 mieszkańców. Sołectwo zajmuje powierzchnię 6,75 km².

## Położenie
W odległości 2 kilometrów na wschód przebiega linia kolejowa Lębork - Kartuzy (obecnie zawieszona). Najbliżej położonym miastem jest Lębork, wieś znajduje się na południowy wschód od tego miasta.

## Historia
Miejscowość w różnych okresach miała różne nazwy wywodzące się od imienia Dzięcioł: Siencelitz, Dzięczelce, Zinzelitz, Spechtshagen, po 1947 roku Dzięcielec. Pierwsza wzmianka pisana o miejscowości pochodzi z 1400 roku i jest to akt nadania. Poprzez kolejne wieki miejscowość należała od różnych właścicieli w tym do rodu Dzięcielskich. W 1903 roku nastąpiła parcelacja majątku.
Pierwsza kaplica w Dzięcielcu istniała już w XV wieku. Na przełomie XVI i XVII wieku dociera tu protestantyzm, zaś parafię ewangelicką utworzono w Dzięcielcu w 1664 roku. Pod tutejszy zbór ewangelicki podlegała również kaplica ewangelicka w Bożympolu Wielkim.  Obecny kościół w Dzięcielcu został wzniesiony w latach 1842-1845. Po 1945 roku ówczesny kościół ewangelicki został przejęty przez katolików i wyświęcony 08.05.1949 roku na kościół filialny parafii w Rozłazinie.
Pomiędzy 1945-1954 miejscowość administracyjnie należała do województwa gdańskiego, powiatu lęborskiego, gminy Rozłazino.
Po zniesieniu gmin i pozostawienie w ich miejscu gromad, w latach 1957-1975 miejscowość administracyjnie należała do województwa gdańskiego, powiatu lęborskiego.
W latach 1975–1998 miejscowość administracyjnie należała do województwa gdańskiego.
Obecnie miejscowość zaliczana jest do ziemi lęborskiej włączonej w skład powiatu wejherowskiego. Przysiółkiem wsi Dzięcielec jest miejscowość o tej samej nazwie.

## Zabytki
- kościół św. Stanisława Biskupa i Męczennika z 1845 roku[9]
- droga alejowa Dzięcielec - Nawcz

## Sąsiednie miejscowości
- Kętrzyno
- Karczemka Rozłaska
- Lębork
- Nawcz
- Popowo (powiat lęborski)
- Rozłazino